# Najtrwalsza miłość
Najtrwalsza miłość (ang. To Each His Own) – amerykański melodramat w reżyserii Mitchella Leisena z 1946.
Film opowiada historię Jody Norris (Olivia de Havilland), która zakochuje się w pilocie (John Lund). Gdy ukochany zostaje wysłany na front I wojny światowej, pozostawia Jody, która oczekuje ich wspólnego syna. Kobieta postanawia urodzić dziecko w tajemnicy i pozostawić je u innej rodziny.
Obraz otrzymał dwie nominacje do Oscara. Statuetkę odebrała Olivia de Havilland za najlepszą rolę pierwszoplanową.

## Obsada
- Olivia de Havilland jako Panna Josephine 'Jody' Norris
- John Lund jako Kapitan Bart Cosgrove/Gregory Pierson
- Mary Anderson jako Corinne Piersen
- Roland Culver jako Lord Desham
- Phillip Terry jako Alex Piersen
- Bill Goodwin jako Mac Tilton
- Virginia Welles jako Liz Lorimer
- Victoria Horne jako Pielęgniarka Daisy Gingras
- Griff Barnett jako Daniel Norris
- Alma Macrorie jako Belle Ingram

i inni

## Nagrody i nominacje
19. ceremonia wręczenia Oscarów
- najlepsza aktorka pierwszoplanowa − Olivia de Havilland
- najlepsze materiały do scenariusza − Charles Brackett